# David Lean
Sir David Lean CBE (Croydon, 25 de març de 1908 − Londres, 16 d'abril del 1991) fou un director de cinema, guionista i muntador anglès. Considerat com un dels directors més influents de tots els temps, Lean és famós sobretot per les seves epopeies èpiques com El pont del riu Kwai (1957), Lawrence d'Aràbia (1962), Doctor Jivago (1965) i Passatge a l'Índia.
Originalment muntador de cinema a principis dels anys 30, Lean va fer el seu debut com a director amb Sang, suor i llàgrimes de 1942, que va ser la primera de quatre col·laboracions amb Noël Coward. Lean va començar a fer pel·lícules de coproducció internacional finançades pels grans estudis de Hollywood, començant per Bogeries d'estiu el 1955. El fracàs crític de la seva pel·lícula La filla de Ryan el va portar a fer una pausa de catorze anys de la realització de cinema, durant els quals va planificar una sèrie de projectes cinematogràfics que mai van arribar a bon port. El 1984, va recuperar la seva carrera amb Passatge a l'Índia adaptat de la novel·la A Passage to India d'E. M. Forster. Aquesta va ser un èxit de crítica, però va resultar ser l'última pel·lícula que va dirigir Lean.
Lean és descrit pel crític de cinema Michael Sragow com «un director de directors, el domini total de la cinematografia del qual demana res menys que admiració entre els seus companys». Ha estat elogiat per directors com Steven Spielberg, Stanley Kubrick, Martin Scorsese, i Ridley Scott. Va ser votat com el 9è millor director de cinema de tots els temps a l'enquesta del British Film Institute de 2002. Va ser nominat set vegades a l'Oscar al millor director, que va guanyar dues vegades per El pont del riu Kwai i Lawrence of Arabia , i té set pel·lícules entre Les 100 millors pel·lícules britàniques del segle XX del British Film Institute (amb tres d'elles entre les cinc primeres) i va rebre l'American Film Institute Life Achievement Award el 1990.

## Biografia

### Primers anys
Fill d'una família quàquera va estudiar a l'escola Leighton Park School situada a la ciutat de Reading (ciutat situada a la confluència entre els rius Tàmesi i Kennet, al mig del camí entre Londres i Oxford). El seu germà petit, Edward Tangye Lean (1911–1974), va fundar el club literari original Inklings quan era estudiant a la Universitat d'Oxford. Lean era un escolar sense cap mena d'ànim amb una naturalesa somiadora que va ser etiquetat com un "dud" (porqueria) d'estudiant; Va deixar l'escola el Nadal de 1926, als 18 anys, i va entrar com a aprenent en una gestoria del seu pare.
Un esdeveniment més formatiu per a la seva carrera que la seva educació formal va ser el regal d'un oncle, quan Lean tenia deu anys, d'una càmera de caixa Brownie. «Normalment no li donaves una càmera a un noi fins que en aquells dies tenia 16 o 17 anys. Va ser un compliment enorme i ho vaig aconseguir». Lean va imprimir i va desenvolupar les seves pel·lícules, i va ser el seu «gran hobby». El 1923, el seu pare va abandonar la família i, més tard, Lean seguiria un camí similar després del seu propi primer matrimoni i fill.

### Periode com editor
Avorrit del seu treball, Lean passava cada vespre al cinema, i l'any 1927, després que una tia li va aconsellar que trobés una feina que li agradés, va visitar els Gaumont Studios on el seu evident entusiasme li va valer un mes de prova sense sou. Va ser acceptat com a noi de te, ascendit a noi de claqueta, i aviat va ascendir al càrrec de tercer ajudant de direcció. El 1930 treballava com a editor de noticiaris, incloses els de Gaumont Pictures i Movietone, mentre que el seu pas als llargmetratges va començar amb Freedom of the Seas (1934) i Escape Me Never (1935).
Va editar les produccions cinematogràfiques de Gabriel Pascal de dues obres de teatre de George Bernard Shaw, Pygmalion (1938) i Major Barbara (1941). Va editar Parallel 49 (1941) i One of Our Aircraft Is Missing (1942). Després d'aquesta darrera pel·lícula, Lean va començar la seva carrera de director, després d'haver editat més de dues dotzenes de llargmetratges el 1942. Tal com Tony Sloman va escriure el 1999, "Com els variats com David Lean, Robert Wise , Terence Fisher i Dorothy Arzner han demostrat, les sales d'edició són fàcilment la millor base per a la direcció de cinema." David Lean va ser membre honorari del Sindicat britànic d'editors de cinema el 1968.

### Pel·lícules britàniques
L'any 1942 va fer la seva primera pel·lícula com a director, Sang, suor i llàgrimes, dirigida juntament amb Noël Coward, i més tard va adaptar diverses de les obres de Coward a pel·lícules d'èxit. Aquestes pel·lícules són This Happy Breed (1944), Un esperit burleta (1945) i Breu encontre (1945) amb Celia Johnson i Trevor Howard com a amants clandestins discretament discrets, dividits entre la seva passió imprevisible i els seus respectius matrimonis ordenats de classe mitjana als suburbis d'Anglaterra. La pel·lícula va compartir el Gran Premi al festival de Cannes de 1946 i va suposar per a Lean les seves primeres nominacions a l'Oscar per a la direcció i adaptació a la pantalla, i a Celia Johnson una nominació a la millor actriu. Des de llavors s'ha convertit en un clàssic, una de les pel·lícules britàniques més apreciades.
Van seguir dues cèlebres adaptacions de Charles Dickens: Grans esperances (1946) i Oliver Twist (1948). Aquestes dues pel·lícules van ser les primeres dirigides per Lean protagonitzades per Alec Guinness, a qui Lean va considerar el seu "encantament de la bona sort". La interpretació de Fagin de l'actor va ser controvertida en aquell moment. La primera projecció a Berlín durant el febrer de 1949 va ofendre la comunitat jueva supervivent i va provocar un motí. També va causar problemes a Nova York, i després de projeccions privades, va ser condemnada per la Lliga Antidifamació i la Junta Americana de Rabins. "Per a la nostra sorpresa, va ser acusat d'antisemita", va escriure Lean. "Vam fer que Fagin fos un gran i, esperàvem, un divertit dolent jueu". Els termes del codi de producció del Codi de producció cinematogràfica van suposar que l'estrena de la pel·lícula als Estats Units es retardés fins al juliol de 1951 després de retallades de vuit minuts.
La següent pel·lícula dirigida per Lean va ser The Passionate Friends (1949), una pel·lícula atípica de Lean, però que va marcar la seva primera ocasió per treballar amb Claude Rains, que interpretava el marit d'una dona (Ann Todd) dividida entre ell i una vella flama (interpretat per Trevor Howard). The Passionate Friends va ser la primera de les tres pel·lícules amb l'actriu Ann Todd, que es va convertir en la seva tercera dona. Madeleine (1950), ambientada a Glasgow de l'època victoriana, tracta d'una cause célèbre de 1857 amb el personatge principal de Todd acusat d'assassinar una antiga amant. "Una vegada més", escriu el crític de cinema David Thomson "Lean s'assenta a la necessitat imperiosa de la propietat, però no abans que la pel·lícula hagi posat els seus personatges i l'audiència en un esforç de sentiments contradictoris." L'any 1952 fa The Sound Barrier, pel·lícula feta amb la col·laboració del dramaturg Terence Ratting, que molts han considerada com la versió definitiva de l'obra teatral de Harold Brighouse, Hosbon Choice.

### Pel·lícules internacionals
El 1955 fa la seva primera pel·lícula fora de Gran Bretanya, concretament a Venècia: Bogeries d'estiu també és la seva primera pel·lícula en color. Aquesta pel·lícula va ser finançada des dels Estats Units i protagonitzada per Katharine Hepburn.
Amb la pel·lícula El pont del riu Kwai (1957) va obtenir diversos premis entre els quals destaquen un Oscar i un New York Film Critics Award; el següent Oscar el va guanyar el 1962 amb la pel·lícula Lawrence d'Aràbia. Aquesta pel·lícula, Doctor Givago (1965) i La filla de Ryan (1970) formen part d'una sèrie d'espectaculars superproduccions caracteritzades pel seu alè èpic i un magnífic ritme narrador.
La mala recepció crítica de la pel·lícula va fer que Lean es reunís amb la National Society of Film Critics, reunida a l'Hotel Algonquin de Nova York, incloent Pauline Kael de The New Yorker, i els preguntés per què es van oposar a la pel·lícula. "Vaig sentir problemes des del moment en què em vaig asseure", va dir Lean sobre l'ara famós dinar. El crític Richard Schickel de la revista Time va preguntar-li com el director de Breu encontre, podia haver fet "un tros de merda" com La filla de Ryan. Aquests crítics van destrossar la pel·lícula durant dues hores a la cara de David Lean fins al punt que el devastat Lean va deixar de fer pel·lícules durant molt de temps. "Només han fet trossos la pel·lícula", va dir Lean en una entrevista televisiva posterior. "Realment em va tenir un efecte tan horrible durant uns quants anys... comences a pensar que potser tenen raó. Per què diables faig pel·lícules si no ho he der? Fa trontollar terriblement la confiança en un mateix".
Des de 1977 fins a 1980, Lean i Robert Bolt van treballar en una adaptació cinematogràfica de Captain Bligh and Mr. Christian, un relat dramatitzat per Richard Hough del motí del Bounty. Originalment s'havia d'estrenar com una pel·lícula de dues parts, una anomenada The Lawbreakers que tractava del viatge a Tahití i el posterior motí, i la segona anomenada The Long Arm que estudiava el viatge dels amotinats després del motí, així com la resposta de l'almirallat en enviar la fragata HMS Pandora, en la qual alguns dels amotinats van ser empresonats. Lean no va trobar suport financer per a ambdues pel·lícules després que Warner Bros. es retirés del projecte; va decidir combinar-les en una i va estudiar la possibilitat de converit-ho en una sèrie de televisió de set parts abans de rebre el suport del magnat italià Dino De Laurentiis. El projecte va patir llavors un nou contratemps quan Bolt va patir un greu ictus i no va poder continuar escrivint; el director va considerar que la participació de Bolt era crucial per a l'èxit de la pel·lícula. Melvyn Bragg va acabar escrivint una part considerable del guió.
Lean es va veure obligat a abandonar el projecte després de supervisar el càsting i la construcció de la rèplica de Bounty de 4 milions de dòlars; en l'últim moment possible, l'actor Mel Gibson va portar el seu amic Roger Donaldson per dirigir la pel·lícula. La pel·lícula finalment es va estrenar com a Motí a bord (The Bounty).
Aleshores, Lean es va embarcar en un projecte que havia seguit des de 1960, una adaptació cinematogràfica de el llibre Passatge a l'Índia, d'E.M. Forster sobre els conflictes colonials a l'Índia ocupada pels britànics. Filmada íntegrament al subcontinent, aquesta es va convertir en la seva darrera pel·lícula completada. Va rebutjar un esborrany de Santha Rama Rau, responsable de l'adaptació escènica i guionista preferida de Forster, i va escriure el guió ell mateix. A més, Lean també va editar la pel·lícula amb el resultat que els seus tres papers a la producció (escriptor, editor, director) van tenir el mateix estatus als crèdits.
Un cop acaba aquesta pel·lícula comença a filmar Nostromo sobre el llibre de Joseph Conrad però no la va poder acabar a causa del seu precari estat de salut.

## Filmografia com a director
- Sang, suor i llàgrimes (In Which We Serve) (1942)
- La vida mana (This Happy Breed) (1944)
- L'esperit burleta (Blithe Spirit) (1945)
- Breu encontre (Brief Encounter) (1945)
- Grans esperances (Great Expectations) (1946)
- Oliver Twist (1948)
- The Passionate Friends (1949)
- Madeleine (1950)
- The Sound Barrier (1952)
- Hobson's Choice (1954)
- Bogeries d'estiu (Summertime) (1955)
- El pont del riu Kwai (The Bridge on the River Kwai) (1957)
- Lawrence d'Aràbia (Lawrence of Arabia) (1962)
- The Greatest Story Ever Told (1965) (algunes escenes no acreditades)
- Doctor Givago (Doctor Zhivago) (1965)
- La filla de Ryan (Ryan's Daughter) (1970)
- Lost and Found: The Story of Cook's Anchor (1979) (TV)
- Passatge a l'Índia (A Passage to India) (1984)

## Premis i nominacions

### Premis Oscar
| Any  | Categoria           | Pel·lícula           | Resultat  | Ref.   |
| ---- | ------------------- | -------------------- | --------- | ------ |
| 1947 | Millor director     | Breu encontre        | Nominat   | [ 25 ] |
| 1947 | Millor guió         | Breu encontre        | Nominat   | [ 25 ] |
| 1948 | Millor director     | Grans esperances     | Nominat   | [ 26 ] |
| 1948 | Millor guió         | Grans esperances     | Nominat   | [ 26 ] |
| 1956 | Millor director     | Bogeries d'estiu     | Nominat   | [ 27 ] |
| 1958 | Millor director     | El pont del riu Kwai | Guanyador | [ 28 ] |
| 1963 | Millor director     | Lawrence d'Aràbia    | Guanyador | [ 29 ] |
| 1966 | Millor director     | Doctor Givago        | Nominat   | [ 30 ] |
| 1985 | Millor director     | Passatge a l'Índia   | Nominat   | [ 31 ] |
| 1985 | Millor muntatge     | Passatge a l'Índia   | Nominat   | [ 31 ] |
| 1985 | Millor guió adaptat | Passatge a l'Índia   | Nominat   | [ 31 ] |

### Premis Globus d'Or
| Any  | Categoria       | Pel·lícula           | Resultat  | Ref.   |
| ---- | --------------- | -------------------- | --------- | ------ |
| 1958 | Millor director | El pont del riu Kwai | Guanyador | [ 32 ] |
| 1963 | Millor director | Lawrence d'Aràbia    | Guanyador | [ 33 ] |
| 1966 | Millor director | Doctor Givago        | Guanyador | [ 34 ] |
| 1985 | Millor director | Passatge a l'Índia   | Nominat   | [ 35 ] |
| 1985 | Millor guió     | Passatge a l'Índia   | Nominat   | [ 35 ] |

### Premis BAFTA
| Any  | Categoria                   | Pel·lícula           | Resultat  | Ref.   |
| ---- | --------------------------- | -------------------- | --------- | ------ |
| 1948 | Millor pel·lícula britànica | Oliver Twist         | Nominat   | [ 36 ] |
| 1952 | Millor pel·lícula           | The Sound Barrier    | Guanyador | [ 37 ] |
| 1952 | Millor pel·lícula britànica | The Sound Barrier    | Guanyador | [ 37 ] |
| 1954 | Millor guió                 | Hobson's Choice      | Nominat   | [ 38 ] |
| 1954 | Millor guió britànic        | Hobson's Choice      | Nominat   | [ 38 ] |
| 1955 | Millor pel·lícula           | Bogeries d'estiu     | Nominat   | [ 39 ] |
| 1957 | Millor pel·lícula           | El pont del riu Kwai | Guanyador | [ 40 ] |
| 1957 | Millor pel·lícula britànica | El pont del riu Kwai | Guanyador | [ 40 ] |
| 1962 | Millor pel·lícula           | Lawrence d'Aràbia    | Guanyador | [ 41 ] |
| 1962 | Millor pel·lícula britànica | Lawrence d'Aràbia    | Guanyador | [ 41 ] |
| 1967 | Millor pel·lícula           | Doctor Givago        | Nominat   | [ 42 ] |
| 1971 | Millor director             | Ryan's Daughter      | Nominat   | [ 43 ] |
| 1974 | BAFTA honorífic             | BAFTA honorífic      | rebut     | [ 44 ] |
| 1986 | Millor pel·lícula           | Passatge a l'Índia   | Nominat   | [ 45 ] |
| 1986 | Millor guió adaptat         | Passatge a l'Índia   | Nominat   | [ 45 ] |

### Festival de Berlín
| Any  | Categoria | Pel·lícula      | Resultat  |
| ---- | --------- | --------------- | --------- |
| 1954 | Os d'Or   | Hobson's Choice | Guanyador |

### Festival de Canes
| Any  | Categoria               | Pel·lícula    | Resultat  |
| ---- | ----------------------- | ------------- | --------- |
| 1946 | Gran Premi del Festival | Breu encontre | Guanyador |
| 1966 | Palma d'Or              | Doctor Givago | Nominat   |

### Festival de Venècia
| Any  | Categoria | Pel·lícula   | Resultat |
| ---- | --------- | ------------ | -------- |
| 1948 | Lleó d'Or | Oliver Twist | Nominat  |